# Gare de Hayward (Californie)
Pour les articles homonymes, voir Hayward.
La  gare de Hayward est une gare ferroviaire des États-Unis située à Hayward en Californie ; elle est desservie par Amtrak. C'est une gare sans personnel.

## Histoire
Elle est mise en service en 1997.

## Service des voyageurs

### Desserte
- Ligne d'Amtrak[1] :
  - Le Capitol Corridor: San Jose - Auburn